# Qfwfq
Qfwfq è il narratore e protagonista di alcune storie scritte da Italo Calvino, tra cui Le cosmicomiche e Ti con zero.

## Descrizione del personaggio
Qfwfq è vecchio quanto l'universo. Egli ha assunto diverse forme che rammenta come differenti "incarnazioni". Per esempio, nella storia "Il sangue, il mare" (tratta da Ti con zero) il personaggio è alla guida di una automobile insieme a tre altre persone, ma ricorda anche la sua vita sotto forma di ameba. Qfwfq descrive anche la sua famiglia che ha le sue stesse caratteristiche e la sua età. È in competizione con una simile entità chiamata Kgwgk e col suo vecchio compagno di giochi Pfwfp.

## Il nome
Il nome "Qfwfq" (come pure "Kgwgk" e "Pfwfp") è palindromo, ossia si legge nello stesso modo anche da destra a sinistra.